# Гедгайм
Гедгайм (нім. Gädheim) — громада в Німеччині, розташована в землі Баварія. Підпорядковується адміністративному округу Нижня Франконія. Входить до складу району Гасберге. Складова частина об'єднання громад Терес.
Площа — 9,58 км2. Населення становить 1294 ос. (станом на 31 грудня 2020).